# Эскивель, Антонио Мария
Антонио Мария Эскиве́ль-и-Суа́рес де Урби́на (8 марта 1806, Севилья — 9 апреля 1857, Мадрид) — испанский живописец-портретист периода романтизма. Один из наиболее выдающихся представителей севильской школы живописи.

## Биография
Сын кавалерийского офицера, убитого в сражении при Байлене в 1808 году.
Обучался в Королевской академии изящных искусств в Севилье, где познакомился с живописными методами основателя севильской школы Бартоломе Эстебана Мурильо.
В 1831 году перебрался в Мадрид и поступил в Королевскую академию изящных искусств Сан-Фернандо.
Участвовал в интеллектуальной жизни Мадрида. В 1837 году был активным участником создания местного «Художественного и литературного лицея», где он проводил занятия по анатомии, предмету, который он позже преподавал в Академии изящных искусств Сан-Фернандо.

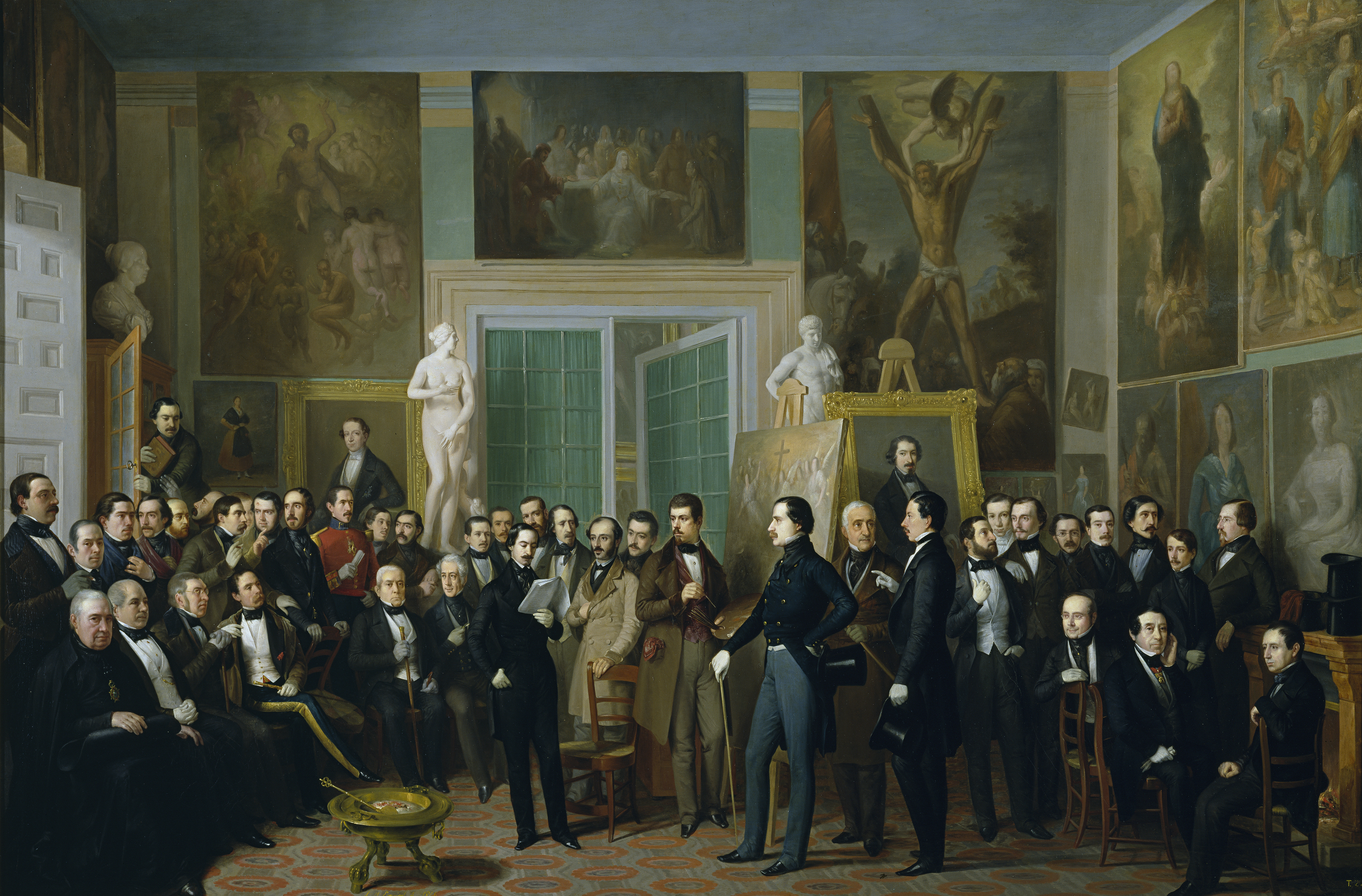
«Современные поэты. Чтение Соррильи в мастерской художника»

В 1839 году Эскивель вернулся в Севилью, страдая от болезни, которая сделала его почти слепым. Глубоко подавленный, предпринял попытку самоубийства, бросившись в реку Гвадалквивир. Позже его друзья и коллеги по «Лицею» помогли ему с лечением во Франции. Благодаря их поддержке к концу 1840 года он почти восстановил своё зрение.
С 1843 года становится придворным художником, с 1847  — профессором Академии изящных искусств Сан-Фернандо.
Один из основателей «Общества защиты изобразительных искусств». Автор книги по искусству «Tratado de Anatomía Pictórica».
Антонио Мария Эскивель — всесторонне образованный художник, который писал об искусстве и которому удалось вырваться из тесных местных рамок, переехав к королевскому двору. Эскивель показал связь, существующую между живописью и литературой Романтизма, которую он отразил в своей хрестоматийной картине: «Современные поэты. Чтение Соррильи в мастерской художника».
В знак признания его заслуг был награждён командорским орденом Изабеллы Католички.
Картины художника представлены во многих музеях, в частности, в Прадо, Морском музее и музее романтизма в Мадриде, музее изобразительных искусств Севильи, Королевской исторической академии и др.

## Галерея

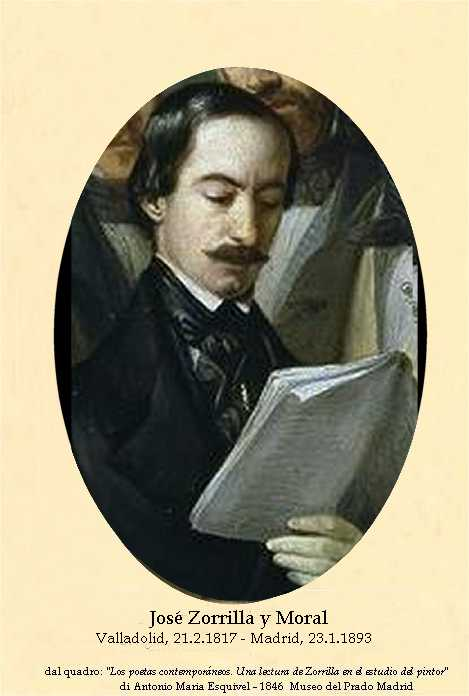
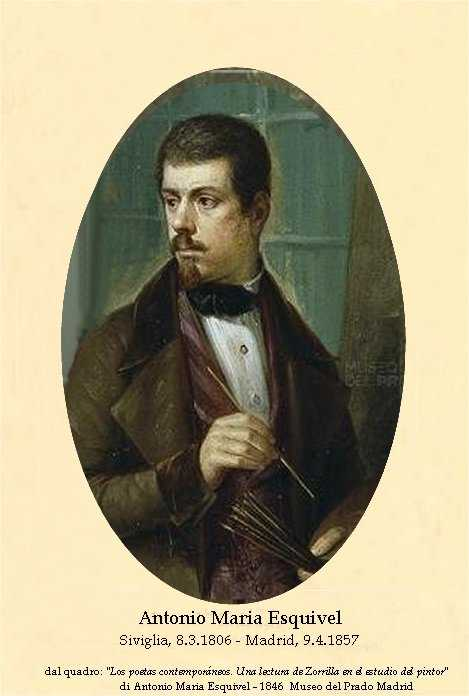
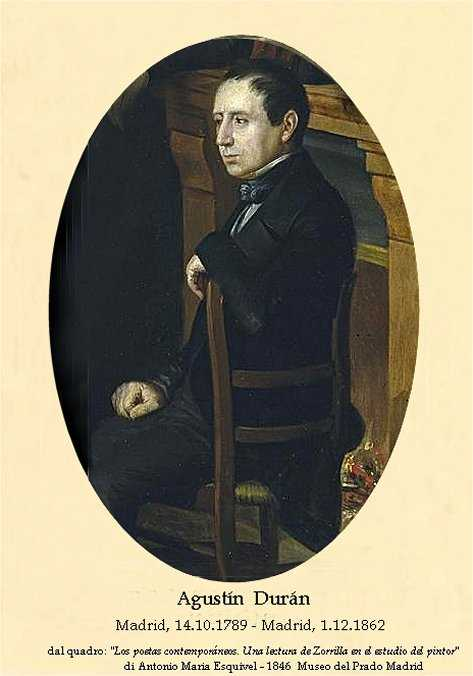
Агустин Дуран
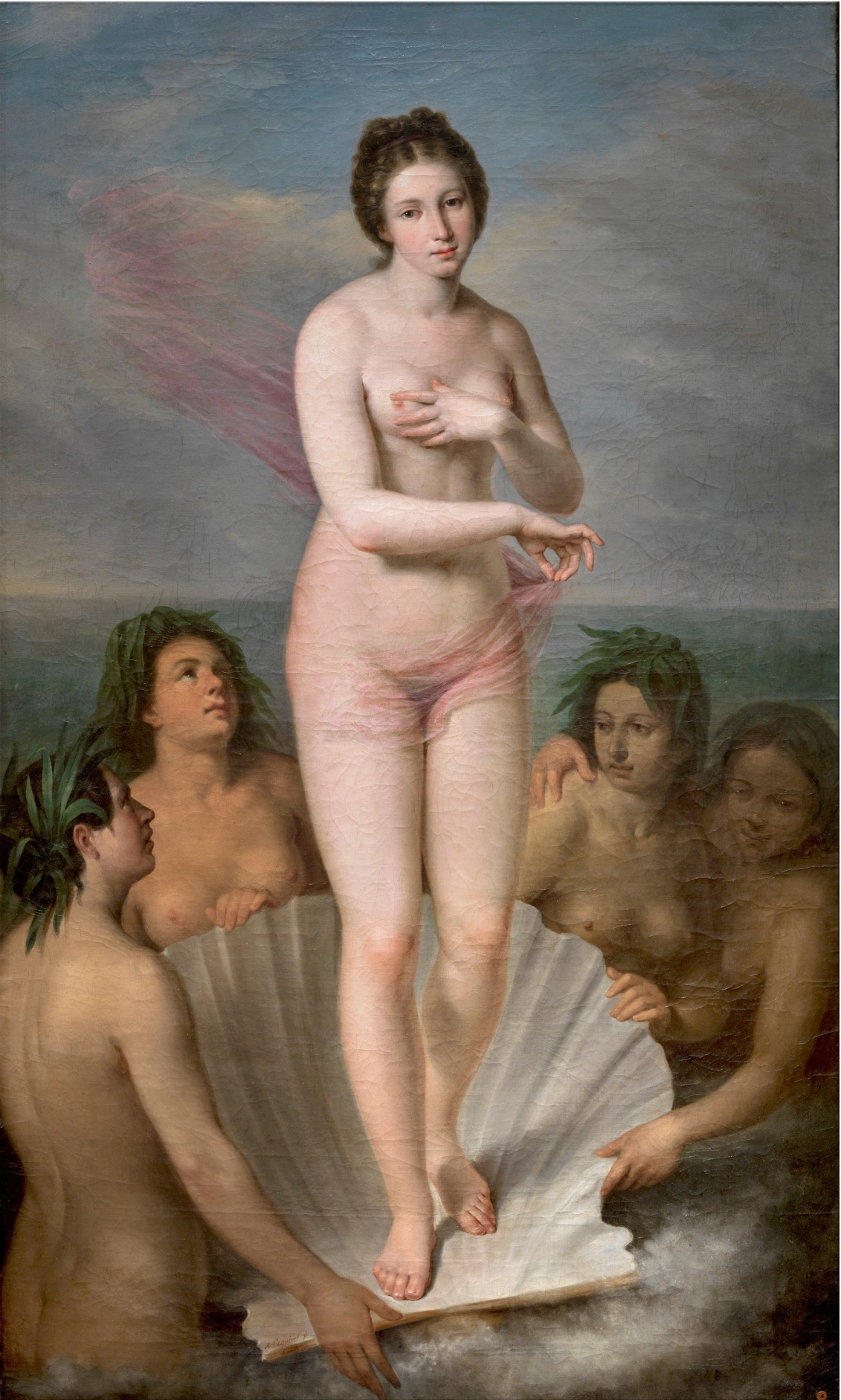